# یونه‌سابورو سوکیجی
یونه‌سابورو سوکیجی (انگلیسی: Yonesaburo Tsukiji؛ ۵ سپتامبر ۱۹۲۳ – ۳۰ مارس ۲۰۱۲) Special effects director، فیلم‌بردار، تهیه‌کننده اهل ژاپن بود. وی بین سال‌های ۱۹۴۶ تا ۲۰۰۹ میلادی فعالیت می‌کرد.